# Pressió policial
Pressió policial (títol original: Pressure) és un thriller estatunidenc del 2002 protagonitzat per Kerr Smith i Lochlyn Munro. Coescrit i dirigit per Richard Gale. Ha estat doblat al català
La pel·lícula es va presentar al American Film Market el 20 de febrer de 2002, abans de ser treta directament a vídeo el 26 de novembre de 2002.

## Argument
Tornant a casa, dos amics decideixen parar en un bar. No obstant això, un dels amics és seduït per Amber, una noia local. Tanmateix, la noia i el seu amant planegen robar-lo. L'amant accidentalment es dispara, permetent fugir els amics, però el seu pare és el xèrif local i comença una cacera per capturar els amics.

## Repartiment
- Kerr Smith: Steve Hillman
- Lochlyn Munro: Patrick Fisher
- Angela Featherstone: Amber
- Adrien Dorval: Bo Cooper
- Michelle Harrison: Sara Laughlin

## Rebuda
Pressio policial va ser nominada per un premi Leo en la categoria de "Feature Length Drama: Best Editing".